# Pina Criscuolo
Pina Criscuolo (Florencia, Italia; 1915 - f. Montevideo, Uruguay; 27 de julio de 1985) fue una actriz y directora teatral italiana que hizo su extensa carrera en Argentina y Uruguay.

## Carrera
Hija de la legendaria actriz italiana Roma Criscuolo y familiar del actor italiano Giuseppe Criscuolo, Pina fue una prestigiosa actriz de reparto, que nacida en Italia, viajó desde muy chica a Uruguay, impulsada por la Segunda Guerra Mundial, donde residió el resto de su vida, desarrollando una larga y eficaz actividad teatral representando obras de autores italianos y uruguayos. En ese país se lució tanto como actriz como declamadora en teatros como el Verdi y el Teatro del Centro
A fines de 1965 e inicios de 1966, fundó junto al escritor uruguayo Julio Gorga Carbonaro y el actor Juan Carlos Carrasco Ulive, el ambicioso proyecto denominado Teatro del Sur -concebido para incluir como invitadas a otras destacadas del espectáculo de aquella época- que fue abortado por las limitaciones económicas y de otro tipo, propias del entorno conocido como farándula. También trabajó en importantes teatros como el Verdi y el Del Centro. Integró la compañía de teatro ítalo-uruguaya De Los Cuatro dirigida por Roberto Pérez Soto.
En Argentina y en cine integró el reparto de la exitosa comedia Esperando la carroza en 1985, donde encarnaba a "Doña Gertrudis", la profesora de francés de Matilde, nieta de "Mamá Cora", esta última siendo encarnada por Antonio Gasalla.
Falleció repentinamente  el 27 de julio de 1985.

## Filmografía
- 1985: Esperando la carroza

## Teatro
- Filomena Marturano (1980), bajo la dirección de Guzmán Martínez Mieres.
- Costilla
- Dos caras de Eva (1975)
- Lui e lei de Nicolai (1968), con Juan Carlos Carrasco.
- La Mamma, de André Roussin, en el Teatro Odeón.
- La rosa tatuada (1960), estrenada en el Teatro Solís, junto con Juan Carlos Carrasco.
- Majoma (1962), de André Roussin, en el Teatro Odeón.
- Guillermo mira la luna (1965), junto al actor Guillermo Toce.
- Teatro y poesía (1958), con "El circolo di Teatro Italiano", donde recitó poesías de Federico García Lorca, Rosso Di San Secondo y de Herbert Eisenrvich. Junto a la colaboración de Tito Eggel.
- La inundación (1958), con la "Compañía Florencio Sánchez".[4]
- Filomena Marturano (1957) de Eduardo de Filippo y dirigida por ella misma. Con un elenco que incluye a Titto Eggel, Pantaleo D’Ambrosio, Roma Criscuolo, Antonio Perrone, Francesco Colombo, Lucía Abbate y Reneé Serrato.[5]